# Hypoeschrus aenescens
Hypoeschrus aenescens là một loài bọ cánh cứng trong họ Cerambycidae.